# Црква Успења Богородице (Модрича)
Црква Успења Пресвете Богородице је српска православна црква која припада Епархији зворничко-тузланској. Налази се у Модричи, Република Српска, Босна и Херцеговина. Темељи цркве су постављени 1936. године.

## Галерија
- Унутрашњост храма Успења Пресвете Богородице
- Унутрашњост храма
- Унутрашњост храма Успења Пресвете Богородице
- Унутрашњи простор храма
- Унутрашњост храма
- Унутрашњост храма
- Спољашњи изглед храма
- Прослава празника Врбице
- Литије
- Литије улицама Модриче